# Друга Бундесліга
Друга Бундесліга — професійна футбольна ліга для німецьких футбольних клубів. Є другою за рівнем в системі футбольних ліг Німеччини після Бундесліги. У ній виступають 18 клубів. Чемпіонат проходить з серпня по травень, кожна команда проводить 34 матчі. Проводиться з 1963 року, до цього футбол перебував на любительському рівні.

## Історія

### 1974—1992
Друга Бундесліга змінювалася за своїм складом, роллю та положенням у системі футбольних ліг Німеччини кілька разів за свою нетривалу історію. По-перше, раніше цей рівень футбольних ліг був розділений надвоє: існували Друга Північна та Друга Південна Бундесліги. Таке положення тривало до 1981 року, коли обидва дивізіони були об'єднані в одну Другу Бундеслігу, що складалася з 20 команд. З короткою перервою, викликаною об'єднанням Німеччини (сезон 1991/92 з різними спеціальними схемами) Друга Бундесліга наразі існує без структурних змін.

### Теперішній час
Наразі Друга Бундесліга — другий рівень в німецькій системі футбольних ліг, і, також, як перша Бундесліга, управляється DFL (нім. Deutsche Fußball Liga — Німецькою Футбольною Лігою). 18 професійних команд змагаються за коловою системою вдома і в гостях у команд суперників у 34-іграх. Команда-чемпіон і команда-віце-чемпіон автоматично переходять до Першої Бундесліги. Команда, яка посіла третє місце, грає грає домашній і гостьовий плей-оф матч з командою, що посіла 16-е місце в Першій Бундеслізі. Команди, що посіли за підсумками сезону останні (17-е і 18-е) місця, повинні залишити Другу бундеслігу, перемістившись в турнірну таблицю Третьої Бундесліги. Команда, яка посіла 16-е місце, грає домашній і гостьовий плей-оф матч з командою, що зайняла 3-є місце в Третій Бундеслізі.

## Чемпіони
| Сезон   | Чемпіон             |
| ------- | ------------------- |
| 1974-75 | Ганновер 96         |
| 1975-76 | Теніс-Боруссія      |
| 1976-77 | Санкт-Паулі         |
| 1977-78 | Армінія (Білефельд) |
| 1978-79 | Баєр 04             |
| 1979-80 | Армінія (Білефельд) |
| 1980-81 | Вердер              |

| Сезон   | Чемпіон      |
| ------- | ------------ |
| 1974-75 | Карлсруе     |
| 1975-76 | Саарбрюкен   |
| 1976-77 | Штутгарт     |
| 1977-78 | Дармштадт 98 |
| 1978-79 | Мюнхен 1860  |
| 1979-80 | Нюрнберг     |
| 1980-81 | Дармштадт 98 |

### Друга Бундесліга
| Сезон   | Чемпіон               | Віце-чемпіон     | 3-е місце         |
| ------- | --------------------- | ---------------- | ----------------- |
| 1981-82 | Шальке 04             | Герта            | Кікерс (Офенбах)  |
| 1982-83 | Вальдгоф              | Кікерс (Офенбах) | Юрдінген 05       |
| 1983-84 | Карлсруе              | Шальке 04        | Дуйсбург          |
| 1984-85 | Нюрнберг              | Ганновер 96      | Саарбрюкен        |
| 1985-86 | Гомбург               | Бляу-Вайс 1890   | Фортуна (Кельн)   |
| 1986-87 | Ганновер 96           | Карлсруе         | Санкт-Паулі       |
| 1987-88 | Штутгартер Кікерс     | Санкт-Паулі      | Дармштадт 98      |
| 1988-89 | Фортуна (Дюссельдорф) | Гомбург          | Саарбрюкен        |
| 1989-90 | Герта                 | Ваттеншайд 09    | Саарбрюкен        |
| 1990-91 | Шальке 04             | Дуйсбург         | Штутгартер Кікерс |

| Сезон   | Чемпіон     |
| ------- | ----------- |
| 1991-92 | Юрдінген 05 |

| Сезон   | Чемпіон    |
| ------- | ---------- |
| 1991-92 | Саарбрюкен |

| Сезон   | Чемпіон                  | Віце-чемпіон             | 3-е місце                     |
| ------- | ------------------------ | ------------------------ | ----------------------------- |
| 1992-93 | Фрайбург                 | Дуйсбург                 | Локомотив (Лейпциг)           |
| 1993-94 | Бохум                    | Юрдінген 05              | Мюнхен 1860                   |
| 1994-95 | Ганза                    | Санкт-Паулі              | Фортуна (Дюссельдорф)         |
| 1995-96 | Бохум                    | Армінія (Білефельд)      | Дуйсбург                      |
| 1996-97 | Кайзерслаутерн           | Вольфсбург               | Герта                         |
| 1997-98 | Айнтрахт (Ф.-М.)         | Фрайбург                 | Нюрнберг                      |
| 1998-99 | Армінія (Білефельд)      | Унтергахінг              | Ульм                          |
| 1999-00 | Кельн                    | Бохум                    | Енергі                        |
| 2000-01 | Нюрнберг                 | Боруссія (Менхенгладбах) | Санкт-Паулі                   |
| 2001-02 | Ганновер 96              | Армінія (Білефельд)      | Бохум                         |
| 2002-03 | Фрайбург                 | Кельн                    | Айнтрахт (Франкфурт-на-Майні) |
| 2003-04 | Нюрнберг                 | Армінія (Білефельд)      | Майнц 05                      |
| 2004-05 | Кельн                    | Дуйсбург                 | Айнтрахт (Франкфурт-на-Майні) |
| 2005-06 | Бохум                    | Алеманія (Аахен)         | Енергі                        |
| 2006-07 | Карлсруе                 | Ганза                    | Дуйсбург                      |
| 2007-08 | Боруссія (Менхенгладбах) | Хоффенхайм               | Кельн                         |
| 2008-09 | Фрайбург                 | Майнц 05                 | Нюрнберг                      |
| 2009-10 | Кайзерслаутерн           | Санкт-Паулі              | Аугсбург                      |
| 2010-11 | Герта                    | Аугсбург                 | Бохум                         |
| 2011-12 | Гройтер                  | Айнтрахт                 | Фортуна                       |
| 2012-13 | Герта                    | Айнтрахт (Брауншвейг)    | Кайзерслаутерн                |
| 2013-14 | Кельн                    | Падерборн 07             | Гройтер                       |
| 2014-15 | Інгольштадт 04           | Дармштадт 98             | Карлсруе                      |
| 2015-16 | Фрайбург                 | Ред Булл                 | Нюрнберг                      |
| 2016-17 | Штутгарт                 | Ганновер 96              | Айнтрахт (Брауншвейг)         |
| 2017-18 | Фортуна (Дюссельдорф)    | Нюрнберг                 | Гольштайн Кіль                |
| 2018-19 | Кельн                    | Падерборн 07             | Уніон (Берлін)                |
| 2019-20 | Армінія (Білефельд)      | Штутгарт                 | Гайденгайм                    |
| 2020-21 | Бохум                    | Гройтер Фюрт             | Гольштайн Кіль                |
| 2021-22 | Шальке 04                | Вердер                   | Гамбург                       |
| 2022-23 | Гайденгайм               | Дармштадт 98             | Гамбург                       |
| 2023-24 | Санкт-Паулі              | Гольштайн Кіль           | Фортуна (Дюссельдорф)         |
| 2024-25 | Кельн                    | Гамбург                  | Ельферсберг                   |